# Chiesa di Santa Maria delle Lauretane
La chiesa di Santa Maria delle Lauretane è una chiesa scomparsa di Roma, nel rione Monti, in via San Giovanni in Laterano.

## Storia
La chiesa, costruita nel XVIII secolo, è stata demolita negli anni 1959-1961 per la costruzione degli edifici della esattoria comunale. Di essa non rimane che la facciata, riutilizzata come ornamento dei suddetti edifici, costruita da Giuseppe Sardi nel 1739. La chiesa apparteneva all'annesso monastero delle Dame Lauretane, fondato dalla principessa Teresa Doria Pamphilj, andato anch'esso distrutto, e che ospitava ragazze povere ed abbandonate.